# NASAMS
Tổ hợp tên lửa phòng không NASAMS, viết tắt từ Hệ thống Tên lửa Đất-đối-không Tiên tiến Na Uy (Norwegian Advanced Surface-to-Air Missile System) hay Hệ thống Tên lửa Đất-đối-không Tiên tiến Quốc gia (National Advanced Surface-to-Air Missile System), là một hệ thống phòng không mặt đắt tầm ngắn đến tầm trung được phát triển bởi Kongsberg Defence & Aerospace của Na Uy và Raytheon của Mỹ. Hệ thống được thiết kế để tấn công các phương tiện bay không người lái, trực thăng, phương tiện bay không người lái chiến đấu (UCAV) và máy bay.
NASAMS là chương trình đầu tiên sử dụng tên lửa không đối không AIM-120 AMRAAM làm tên lửa đất đối không. NASAMS 2 là phiên bản nâng cấp có khả năng sử dụng mạng lưới liên kết dữ liệu chiến thuật Link 16, được đưa vào hoạt động từ năm 2007. Tính đến năm 2022, NASAMS 3 là phiên bản nâng cấp mới nhất; được triển khai vào năm 2019, phiên bản này có khả năng sử dụng tên lửa tầm ngắn AIM-9 Sidewinder, IRIS-T SLS và tầm xa AMRAAM-ER, và giới thiệu bệ phóng di động hoạt động bằng khí nén. NASAMS đã chứng tỏ khả năng hoạt động cùng với các hệ thống tầm xa khác như MIM-104 Patriot.

## Phát triển
NASAMS được bắt đầu phát triển từ những năm 1990 khi công ty Na Uy Kongsberg Defence & Aerospace hợp tác cùng Raytheon khởi xướng chương trình NASAMS cho Không quân Hoàng gia Na Uy (RNoAF).
Hệ thống chỉ huy và kiểm soát chiến trường được dựa trên máy tính KS500F và bảng điều khiển KMC9000 với hai màn hình màu CRT, được phát triển cho chương trình Norwegian Advanced Hawk (NOAH), một dự án nhằm nâng cấp hệ thống MIM-23B Hawk. Hệ thống sử dụng radar doppler công suất cao AN/MPQ-46 với radar phản pháo AN/TPQ-36 được nâng cấp với khả năng quét không gian ba chiều ở độ cao thấp với phần mềm được nâng cấp TPQ-36A.
Hệ thống nâng cấp NOAH vẫn chỉ có thể tấn công một mục tiêu cùng lúc, thiếu khả năng chống lại các đợt tấn công số lượng lớn của tên lửa hành trình. Vì thế RNoAF đã yêu cầu các chương trình phát triển một hệ thống có khả năng tác chiến lấy mạng làm trung tâm với nhiều bệ phóng và radar.
Tên lửa MIM-23B đã được thay thế với đầu dò radar của tên lửa AIM-120 AMRAAM, với hệ thống dẫn đường quán tính trong giai đoạn bay ban đầu và radar TPQ-36A đã được nâng cấp theo cấu hình của radar AN/MPQ-64 Sentinel. Các bài thử nghiệm đã được thực hiện vào tháng 6 năm 1993; hệ thống có tiềm năng hoạt động vào cuối 1994 - đầu 1995, và chính thức được đưa đưa vào hoạt động từ năm 1998.
Phiên bản nâng cấp NASAMS 2 được phát triển từ năm 2000 và được đưa vào hoạt động từ năm 2006, trong khi phiên bản thứ ba, NASAMS 3, được phát triển từ năm 2020 và triển khai vào năm 2019.

## NASAMS thế hệ đầu
Hệ thống tích hợp MPQ-64 Sentinel, là một loại radar phòng không 3D, băng tần X do Hoa Kỳ chế tạo và tên lửa đối không AIM-120 AMRAAM. NASAMS sử dụng hệ thống điều khiển tác chiến C4I được phát triển nội địa tại Na-uy. Loại hệ thống này, có tên là FDC (Fire Direction Center, hay Trung tâm Điều khiển Hoả lực), có chức năng điều hành trung tâm toàn bộ mạng lưới phòng không NASAMS với tính năng chỉ huy (command), điều khiển (control), liên lạc (communication), điện toán và tình báo (computers and intelligence). Khi FDC được kết nối với một thiết bị radar sẽ tạo nên một "Hệ thống Ngắm mục tiêu Radar và Điều khiển" (Acquisition Radar and Control System, ARCS). Tính năng của NASAMS được nâng cao bởi thiết kế mạng lưới, bao phủ của nó. Module chỉ huy được trang bị hai máy tính cho Chỉ huy Điều khiển Chiến thuật (Tactical Control Officer, TCO) và Trợ lí Điều khiển Chiến thuật (Tactical Control Assistant, TCA).
Tên lửa AMRAAM được phóng tự một bệ kéo mang sáu ống tên lửa. Loại AMRAAM cơ bản có cự li hoạt động lên đến 25 km. Các nguồn khác nhau cho biết tên lửa có cự li "trên 15 km" và phiên bản tầm xa có thể có cự li đến 40 km.
Vào cuối những năm 1990, lực lượng Không quân Hoàng gia Na-uy (RNoAF) xây dựng một hệ thống phòng không mặt đất tích hợp có tên Giải pháp Na-uy (Norwegian Solution, NOSOL), bằng cách kết nối các trạm chỉ huy ARCS của NASAMS với hai hệ thống phòng không khác bằng dây liên lạc và radio. Các hệ thống phòng không hỗ trợ NASAMS bao gồm vũ khí phòng không vác vai (MANPADS) dẫn đường bằng laser RBS 70, và pháo 40mm Bofors L70 (điều khiển bởi radar doppler FCS2000 phát triển bởi Oerlikon Contraves). Loại hình hệ thống này kết hợp ba loại vũ khí (NASAMS, RBS 70, và L70/FCS2000), cho phép chỉ huy chiến trường nắm bắt tình hình tác chiến tốt hơn, bảo vệ đơn vị máy bay bạn, và ngăn hệ thống khỏi tiêu diệt mục tiêu một cách quá mức (ví dụ như khi toàn bộ hệ thống khai hoả vào một mục tiêu nhiều lần, gây tốn đạn và hiệu quả tác chiến). Loại hình này còn giảm tỉ lệ thất bại và ngăn tình huống không hệ thống nào khai hoả vào mục tiêu.